# Estação Kamppi
Kamppi (em sueco:  Kampen) é uma estação das 30 estações da linha única do Metro de Helsínquia. Conta com uma segunda estação por debaixo da primeira, destinada a uma linha de metropolitano que até hoje não foi construída.